# تروئلس لیوبی
تروئلس لیوبی (دانمارکی: Troels Lyby؛ ‏ ۱۵ اکتبر ۱۹۶۶) بازیگر اهل دانمارک است.
از فیلم‌ها یا برنامه‌های تلویزیونی که وی در آن نقش داشته‌است، می‌توان به کوتاه و بلند، پخمه‌ها، جنایت، قلمرو، اوکی، شب دوازدهم تولد مسیح (تعطیلات) و متهم اشاره کرد.